# Jiangsu
Jiangsu (ou Kiangsu; 江苏 ou 江蘇 em chinês) é uma província da República Popular da China, cuja capital é Nanquim. A Província de Jiangsu abrange uma área de 102,6 mil quilômetros quadrados, cerca de 1,06 por cento da área total do país. A área lisa de Jiangsu é de 70.6 mil quilômetros quadrados, e a área de superfície da água é de 17.3 mil quilômetros quadrados. A província tem um litoral de 954 km.

## Geografia
Localizado no delta de Yangtze bonito e próspero, Jiangsu tem uma grande área de planície com sua topografia típica que consiste principalmente da Planície de Sunan (Sul de Jiangsu), Planície de Jianghuai (Rio de Yangtze e Rio de Huai), Huanghuai (Rio Amarelo e Rio de Huai) e planície do litoral oriental, pontilhada com o lago Tai e o lago Hongze que estão entre os cinco lagos de água doce na China. Jiangsu, portanto, goza da superioridade de sua condição natural e estabelece uma base econômica sólida.

### Rios e lagos
Jiangsu é conhecido por ter numerosos lagos e uma densa rede de vias navegáveis, com o rio Yangtze atravessando mais de 425 km do leste ao oeste, o Beijing-Hangzhou Grand Canal 718 km a partir do norte para o sul, o rio Qinhuai no sudoeste, o Subei (Norte de Jiangsu) que e o Canal de Irrigação Geral, Rio Xinmu e o Canal de Tongyang (Nantong e Yangzhou), e etc no norte. Juntamente Jiangsu tem mais de 290 lagos de todos os tipos e dois dos cinco principais lagos de água doce no país, Lago Tai e Hongze Lago, embutidos em Jiangnan (sul do rio Yangtze) e Jiang Jiang, respectivamente, como dois espelhos brilhantes.

## Recursos naturais
Jiangsu goza da vantagem de seus recursos minerais ricos e típicos, como metais não-ferrosos, argila, material de construção e metal raro, material especial não-metal e etc, resultante de sua posição geológica única que é realmente localizado em dois geológicos estruturais, a plataforma do Norte da China e do Yangtze. Até o momento, 133 tipos de recursos minerais foram descobertos e 65 cujas reservas foram provadas. Trinta e quatro tipos de reserva mineral única, como material de construção, barro, etc estão entre os dez melhores na China. Existem 8 tipos de reservas minerais, como nióbio-tântalo, calcareously, margarida de limão, argila attapulgite, gás de dióxido de carbono e etc estao no topo da lista em todo o país.

### Recursos agrícolas
Jiangsu é bem conhecido como "uma terra que flui com leite e mel", que é dotado por uma condição vantajosa para a produção agrícola e tem vários tipos de culturas, florestas e gado. Cereais, algodão e culturas oleaginosas são cultivadas em quase toda a província. Existem mais de 260 tipos de árvores de fruto, plantas de chá, amoreiras e flores, mais de 80 categorias e mais de 1000 tipos de vegetais para plantação. Jiangsu também é famosa por sua criação de bichos de seda e uma espécie de chá verde chamado BILOCHUN. Os faisões e os patos selvagens são os tipos principais das Aves em Jiangsu, mas as galinhas preciosas tais como guindastes coroados vermelho, guindastes brancos e cisnes podem ser vistas ao longo da costa.